# Mistelbacher Höhe
Koordinaten: 47° 48′ 52″ N, 15° 38′ 40″ O
Die Mistelbacher Höhe ist ein Gratabschnitt am Obersberg, einem Berg der Mürzsteger Alpen bei Schwarzau im Gebirge im Schwarzatal in Niederösterreich. Ihre Einsattelung ist um die 1306 m ü. A. hoch.

## Lage
Die Mistelbacher Höhe befindet sich westlich von Schwarzau Markt. Südlich liegt die Schwarzauer Ortschaft Preintal, nördlich Trauch.
Sie stellt die Verbindung im Hauptkamm des Göller-Gippel-Zugs vom Gippel (1669 m ü. A.) zum Obersberg (1467 m ü. A.) her. Ihr Westende ist das Bärenköpfl (ca. 1428 m ü. A.), eine unscheinbare Graterhebung. Nördlich geht der Trauchbach zur obersten Schwarza im Tiefental, südlich der Gscheidlgraben, ein meist trockenes Gerinne, zum Preinbach, der über den Nassbach zur Schwarza bei Singerin geht. Das Bärenköpfl ist Gemeindegrenze nach St. Aegyd am Neuwalde und die Wasserscheide zur Unrecht Traisen.

## Zum Namen
Die Geländeformation hat nichts mit Mistelbach im Weinviertel zu tun, eigentlich heißt sie Mistelbauer Höhe, wohl nach dem heute verfallenen Mistelhof unterhalb in Preintal. Der Gscheidlgraben dort – mit dem hier allerorten zu findenden Wort ‚Ge-Scheide‘ für Pässe und Wegscheiden – lässt vermuten, dass die Anhöhe ursprünglich auch Gscheidl genannt wurde.

## Wege
Der einfache Höhenweg ist ein Zustieg zum Obersberg, einem schönen Aussichtsberg in den Wiener Hausbergen, und der dortigen Waldfreundehütte von Westen. Er wird auch für den Zustieg zum Gippel oder die Überschreitung der ganzen Gruppe verwendet.